# Saumspitze
Saumspitze är en bergstopp i Österrike.   Den ligger i distriktet Landeck och förbundslandet Tyrolen, i den västra delen av landet, 500 km väster om huvudstaden Wien. Toppen på Saumspitze är 3 031 meter över havet, eller 302 meter över den omgivande terrängen. Bredden vid basen är 2,2 km.
Terrängen runt Saumspitze är huvudsakligen bergig, men den allra närmaste omgivningen är kuperad. Runt Saumspitze är det ganska glesbefolkat, med 27 invånare per kvadratkilometer.. Närmaste större samhälle är Sankt Anton am Arlberg, 8,5 km norr om Saumspitze. 
Trakten runt Saumspitze består i huvudsak av gräsmarker.